# 马穆鲁奇长枪清真寺
马穆鲁奇长枪清真寺 (英语: Mamluki Lancet Mosque) 是位于科威特科威特城阿-马萨耶尔的一座清真寺。该寺由巴布尼姆尼姆事务所设计，风格简洁，主体部分有五个拧转的方盘，象征穆斯林的五功。寺顶有半穹顶，剖面饰以新月。宣礼塔有旋转楼梯。